# ゼプトメートル
ゼプトメートル（記号zm）は、国際単位系の長さの単位で、10−21メートル(m)。
- 1 zm = 0.001 am = 10−21 m

ヨクトメートル ≪ ゼプトメートル ≪ アトメートル